# L'amore che non c'è
L'amore che non c'è è un brano musicale scritto dal cantautore italiano Gigi D'Alessio insieme a Vincenzo D'Agostino e presentato da D'Alessio al Festival di Sanremo 2005, dove si classifica 2º.

## Il singolo
Il singolo ha ottenuto un notevole successo di vendite, riuscendo ad arrivare alla seconda posizione dei dischi più venduti in Italia nella stessa settimana della sua pubblicazione.

## Il video
Il video prodotto per L'amore che non c'è è stato diretto da Gaetano Morbioli. Nel video musicale è presente Valeria Altobelli.

## Tracce
1. L'amore che non c'è - 4:18
2. El amor es asi - 4:37
3. Extras:

Quanti amori (Video)
Liberi da noi (Video)
Napule (Video)

## Classifica
| Posizione | 2 | 2 | 2 | 3 | 5 | 5 | 6 | 11 | 11 |